# Woodcrest
Woodcrest és una concentració de població designada pel cens dels Estats Units a l'estat de Califòrnia. Segons el cens del 2000 tenia 8.342 habitants.

## Demografia
Segons el cens del 2000, Woodcrest tenia 8.342 habitants, 2.550 habitatges, i 2.198 famílies. La densitat de població era de 318 habitants/km².
Dels 2.550 habitatges en un 38,7% hi vivien nens de menys de 18 anys, en un 72,2% hi vivien parelles casades, en un 9,5% dones solteres, i en un 13,8% no eren unitats familiars. En el 9,5% dels habitatges hi vivien persones soles el 3,3% de les quals corresponia a persones de 65 anys o més que vivien soles. El nombre mitjà de persones vivint en cada habitatge era de 3,22 i el nombre mitjà de persones que vivien en cada família era de 3,39.
Per edats la població es repartia de la següent manera: un 28,2% tenia menys de 18 anys, un 8% entre 18 i 24, un 24,4% entre 25 i 44, un 29,5% de 45 a 60 i un 9,9% 65 anys o més.
L'edat mediana era de 39 anys. Per cada 100 dones de 18 o més anys hi havia 93,9 homes.
La renda mediana per habitatge era de 70.269 $ i la renda mediana per família de 73.125 $. Els homes tenien una renda mediana de 56.473 $ mentre que les dones 33.607 $. La renda per capita de la població era de 27.901 $. Entorn del 6,2% de les famílies i el 8,8% de la població estaven per davall del llindar de pobresa.

## Poblacions més properes
El següent diagrama mostra les poblacions més properes.